# Ска-джаз
Ска-джаз — музыкальный стиль, образованный путём сочетания джазовой импровизации с ритмической и гармонической основой музыки ска.
Считается, что ска-джаз относится к третьей волне ска. Однако убедительные образцы ска-джаза можно встретить уже  на записях ямайской группы The Skatalites.
По сравнению с традиционными джаз-биг-бэндами, ска-джазовые группы меньше по составу. Обычно в них используются одна или две электрогитары, бас-гитара, клавиши, барабаны, а также духовая секция (состоящая из произвольного набора следующих инструментов: труба, тромбон, альт-, тенор- и баритон-саксофон).
Ска-джаз — это в основном чисто инструментальный стиль, однако изредка в нём можно услышать вокал. Медные духовые в ска-джазе обычно ведут мелодию и иногда играют импровизационные соло. Ритмические акценты приходятся на слабые доли, что придает ска-джазу особое звучание.